# Yamaguchi Kazuki
Kazuki Yamaguchi (sinh ngày 7 tháng 10 năm 1986) là một cầu thủ bóng đá người Nhật Bản.

## Sự nghiệp câu lạc bộ
Kazuki Yamaguchi đã từng chơi cho Avispa Fukuoka.